# Exafroplacentalia
Exafroplacentalia, или Notolegia, — таксон (подкогорта) плацентарных млекопитающих, выделенный в 2001 году, на основе молекулярных исследований. Название группы примерно означает: «исключая африканских плацентарных».

## Данные исследований
К Exafroplacentalia относятся все плацентарные млекопитающие, кроме Afrotheria. В состав Exafroplacentalia входят неполнозубые и Boreoeutheria (к которым относится человек). Появление Exafroplacentalia датируется генетиками в 105—110 млн л.н. (Меловой период), когда от основного ствола плацентарных отделились Afrotheria. Разделение Exafroplacentalia на неполнозубых и Boreoeutheria, произошло в период между 105 и 95 миллионами лет назад.

## Кладограмма
|               | Xenarthra                                                           |
|               |                                                                     |
| Boreoeutheria | \| \| Laurasiatheria \| \| \| \| \| \| Euarchontoglires \| \| \| \| |
|               | \| \| Laurasiatheria \| \| \| \| \| \| Euarchontoglires \| \| \| \| |
|               | Laurasiatheria                                                      |
|               |                                                                     |
|               | Euarchontoglires                                                    |
|               |                                                                     |

|  | Laurasiatheria   |
|  |                  |
|  | Euarchontoglires |
|  |                  |

|               | Xenarthra                                                           |
|               |                                                                     |
| Boreoeutheria | \| \| Laurasiatheria \| \| \| \| \| \| Euarchontoglires \| \| \| \| |
|               | \| \| Laurasiatheria \| \| \| \| \| \| Euarchontoglires \| \| \| \| |
|               | Laurasiatheria                                                      |
|               |                                                                     |
|               | Euarchontoglires                                                    |
|               |                                                                     |

|  | Laurasiatheria   |
|  |                  |
|  | Euarchontoglires |
|  |                  |

## Альтернативные гипотезы
Ранее, выдвигались две другие гипотезы эволюции плацентарных. Согласно первой гипотезе, Afrotheria и неполнозубые объединялись в кладу Atlantogenata, и противопоставлялись Boreoeutheria. Авторы второй гипотезы, на данных сравнительной морфологии, выделяли неполнозубых млекопитающих, а Boreoeutheria и Afrotheria объединяли в таксон Epitheria.

## Классификация
- Подкогорта Exafroplacentalia
  - Магнотряд Ксенартры
    - Отряд Броненосцы
    - Отряд Неполнозубые

  - Магнотряд Boreoeutheria
    - Надотряд Euarchontoglires
      - Грандотряд Euarchonta
        - Отряд Тупайеобразные
        - Миротряд Приматообразные
          - Отряд Шерстокрылы
          - Отряд Приматы

      - Грандотряд Грызунообразные
        - Отряд Зайцеобразные
        - Отряд Грызуны

    - Надотряд Laurasiatheria
      - Отряд Насекомоядные
      - Клада Scrotifera
        - Отряд Рукокрылые
        - Клада Ферунгуляты
          - Грандотряд Копытные
            - Отряд Китопарнокопытные
            - Отряд Непарнокопытные

          - Грандотряд Ferae
            - Отряд Панголины
            - Отряд Хищные

## Галерея
- Бубал Хантера (Китопарнокопытные, жвачные)
- Львы (Хищные, кошкообразные)
- Европейский крот (Насекомоядные)
- Саванная зебра (Непарнокопытные)
- Калимантанский орангутан (Приматы, обезьяны)
- Домашний кролик (Зайцеобразные)
- Хохлатый дикобраз (Грызуны)
- Обыкновенная тупайя (Тупайи)
- Колуго (Шерстокрылы)
- Двупалый ленивец (Неполнозубые, ленивцы)
- Девятипоясный броненосец (Броненосцы)
- Южный морской слон (Хищные, собакообразные)
- Диадемовый сифака (Приматы, полуобезьяны)
- Горбатый кит (Китопарнокопытные, бегемотоподобные)
- Длинноволосый броненосец (Броненосцы)
- Тамандуа (Неполнозубые, муравьеды)
- Hipposideros hypophyllus (Рукокрылые, крыланы)